# Reinhard Hauff
Reinhard Hauff (* 23. Mai 1939 in Marburg) ist ein deutscher Filmregisseur und Drehbuchautor.

Stern, signiert

## Leben
Reinhard Hauff – Sohn eines Regierungsdirektors und jüngerer Bruder des Fernsehregisseurs und Produzenten Eberhard Hauff – studierte nach dem Abitur zunächst Germanistik, Theaterwissenschaft und Soziologie. Er brach das Studium ab, um Redaktions- und Regieassistent beim Fernsehen zu werden. Die Zusammenarbeit mit Michael Pfleghar und Rolf von Sydow führte zunächst zu einer Spezialisierung auf die Unterhaltungsbranche.
1968 wandte sich Hauff dem Dokumentarfilmen zu. Im Jahr darauf entstand nach einem Drehbuch von Peter Glotz und Volker Koch sein erster Spielfilm, Die Revolte. Der Plot handelt von einem Versicherungsangestellten, der eines Tages den Job hinwirft, sich dem Studentenprotest anschließt und dann auf die abschüssige Bahn gerät. Der Hauptdarsteller Hans Brenner spielte im Jahr darauf auch die Titelfigur in Mathias Kneißl, einem Kinofilm über den gleichnamigen bayerischen Räuber der Jahrhundertwende. Neben Volksschauspielern wie Gustl Bayrhammer und Ruth Drexel hatten auch die Regisseurskollegen Rainer Werner Fassbinder, Volker Schlöndorff und Franz Peter Wirth Darstellerrollen. Hauff spielte wiederum in Filmen von bekannten Kollegen wie Fassbinder, Schlöndorff, Werner Herzog, Peter Lilienthal, Norbert Kückelmann oder Herbert Achternbusch mit.
1973 gründete Hauff gemeinsam mit Schlöndorff die Filmproduktionsfirma Bioskop. Damit schuf man sich politische und künstlerische Unabhängigkeit und konnte wichtige Filme des deutschen Autorenkinos der 1970er Jahre realisieren.
Die größten Erfolge von Reinhard Hauff als Regisseur waren Stammheim, ein Film über den Prozess gegen die RAF-Terroristen im Gefängnis Stammheim 1986, und die Verfilmung des Berlin-Musicals des Grips-Theaters Linie 1 1988. Auf der Berlinale 1986 sorgte Stammheim für einen Skandal, da die Jury-Präsidentin Gina Lollobrigida die demokratische Entscheidung der Jury ablehnte, die Schweigepflicht während der Preisverleihung brach und offen ihre Ablehnung des Films kundtat.
Reinhard Hauff war von 1993 bis 2005 Direktor der Deutschen Film- und Fernsehakademie Berlin (DFFB). Er gehörte 2003 zu den Gründungsmitgliedern der Deutschen Filmakademie. 2017 ehrte ihn das Filmfest München als „vielleicht unbekanntesten bekannten  deutschen Regisseur“ mit einer Retrospektive von 13 Filmen.

## Filmografie

### Regie
- 1963: Karmon Israeli Dancers – Lieder und Tänze aus Israel (Fernsehfilm)
- 1964: Melankomische Geschichten (Fernsehfilm)
- 1965: Buona Sera in Las Vegas (Fernsehfilm)
- 1967: Die Ray-Anthony-Show (Fernsehshow)
- 1967: Die Ofarims (Fernsehfilm)
- 1967: Show Real (Fernsehserie)
- 1968: Wirb oder stirb (Fernsehfilm)
- 1967–1968: Guten Abend… (Fernsehserie, 5 Folgen)
- 1968: Cinderella Rockefella (Fernsehfilm)
- 1968: The Vibrations (Fernsehfilm)
- 1969: Untermann – Obermann (Fernsehkurzdokumentation)
- 1969: Wilson-Pickett-Show (Fernsehshow)
- 1969: Die Revolte (Fernsehfilm)
- 1970: Oltenia (Fernsehkurzfilm)
- 1970: Janis Joplin (Fernsehdokumentation)
- 1970: Ausweglos. Aussagen über einen Lebenslauf (Dokumentation)
- 1971: Mathias Kneißl
- 1971: Offener Hass gegen Unbekannt – Aus der Erklärung des Strafgefangenen H.S. (Fernsehfilm)
- 1973: Haus am Meer (Fernsehfilm)
- 1973: Desaster (Fernsehfilm)
- 1974: Die Verrohung des Franz Blum
- 1974: Zündschnüre (Fernsehfilm)
- 1976: Paule Pauländer
- 1977: Der Hauptdarsteller
- 1978: Messer im Kopf
- 1980: Endstation Freiheit
- 1982: Der Mann auf der Mauer
- 1984: Zehn Tage in Calcutta (Dokumentation)
- 1986: Stammheim
- 1988: Linie 1
- 1989: Blauäugig
- 1990: Mit den Clowns kamen die Tränen (Fernseh-Miniserie)

### Drehbuch
- 1964: Melankomische Geschichten (Fernsehfilm)
- 1967: Die Ofarims (Fernsehfilm)
- 1967: Show Real (Fernsehserie)
- 1968: Wirb oder stirb (Fernsehfilm)
- 1968: Cinderella Rockefella (Fernsehfilm)
- 1969: Untermann – Obermann (Fernsehkurzdokumentation)
- 1969: Die Revolte (Fernsehfilm)
- 1970: Ausweglos. Aussagen über einen Lebenslauf (Dokumentation)
- 1971: Mathias Kneißl
- 1971: Offener Hass gegen Unbekannt – Aus der Erklärung des Strafgefangenen H.S. (Fernsehfilm)
- 1973: Haus am Meer (Fernsehfilm)
- 1973: Desaster (Fernsehfilm)
- 1977: Der Hauptdarsteller
- 1984: Zehn Tage in Calcutta (Dokumentation)
- 1988: Linie 1
- 1989: Blauäugig

### Schauspiel
- 1970: Warum läuft Herr R. Amok?
- 1971: Der plötzliche Reichtum der armen Leute von Kombach (Fernsehfilm)
- 1971: Jakob von Gunten (Fernsehfilm)
- 1972: Das goldene Ding
- 1974: Übernachtung in Tirol (Fernsehfilm)
- 1974: Jeder für sich und Gott gegen alle
- 1974: Das Andechser Gefühl
- 1984: Morgen in Alabama

## Auszeichnungen
- 1967: TV-Festival Rom: Goldene Rakete für Die Ofarims
- 1974: IFF Neu-Delhi: Preis der Unicrit für Die Verrohung des Franz Blum
- 1978: Cairo International Film Festival: Goldene Nofretete für Der Hauptdarsteller
- 1978: IFF Paris: FIPRESCI-Preis, Prix Antenne d’Or für Messer im Kopf
- 1979: Filmband in Silber (Produktion) für Messer im Kopf
- 1979: IFF Varna: Großer Preis für Messer im Kopf
- 1981: Sydney Film Festival: 2. Preis für Endstation Freiheit
- 1986: Internationale Filmfestspiele Berlin 1986: Goldener Bär, FIPRESCI-Preis für Stammheim
- 2005: Ehrenpreis des Deutschen Filmpreises der Deutschen Filmakademie.
- 2012: Stern auf dem Boulevard der Stars in Berlin
- 2014: Ehrenbiber der Biberacher Filmfestspiele